# Frazer l'Africain

Frazer l’Africain est une bande dessinée britannique créée par Frank Bellamy (dessin) et George Beardmore (scénario).

## Contexte
En cette fin des années 1950 l’Afrique est à la mode. D’abord parce qu’on parle de plus en plus de l’indépendance des différents pays africains. Ensuite parce que le cinéma propose de plus en plus de films d’aventures situés sur ce continent. Sans compter les documentaires, épisodes de séries TV où films de guerre, on recense un minimum d’une quinzaine de longs métrages. 
Le 6 août 1960 la revue britannique Eagle  lance une bande dessinée d’aventures africaines, intitulée Fraser of Africa, bande qui sera reprise en France dans Pilote sous le titre de Frazer l’Africain. À noter qu’en franchissant la Manche et pour garder la sonorité de son nom le héros a perdu un S et gagné un Z. Ces aventures dureront Outre-Manche  jusqu’au 12 août 1961 le temps de trois épisodes.
Cela permet à Frank Bellamy de quitter Dan Dare. Il avait succédé à Frank Hampson lors de la vente du journal par Hulton à Oldhams Press. Fraser va désormais prendre la place d’une autre série, Jack O’ Lantern également scénarisée par George Beardmore
L’action se situe au Tanganyka, Frazer est un guide de chasse qui a pour assistants Jim Lloyd, M’Kuki, Hash et Jerogi.

## Histoires
Trois aventures paraitront : Lost Safari, Ivory Poacher et Slavers. Seules les deux premières seront reprises dans Pilote sous les titres de Safari perdu (#88 à 100 en 1961) et d'Echec aux voleurs d'Ivoire (#136 à 151).

### Safari Perdu (Lost Safari)
Jed Brewster, vedette hollywoodienne a disparu dans un safari dans le district de Kasu. Frazer et ses hommes partent à sa recherche mais un accident survenu à Jim oblige Jerogi à ramener le blessé à l’hôpital. C’est donc à pied que Frazer, M’Kuki et Hash doivent continuer leur chemin.
Ceci nous vaut quelques péripéties : rencontre avec les Masaïs, charge d’un éléphant, etc. À maints égards le schéma correspond peu ou prou au film Les Mines du Roi Salomon (1950). Cette aventure de 26 planches voit une suite indirecte avec l’épisode suivant.

### Echecaux voleurs d'Ivoire (Ivory Poachers)
L’aventure précédente a mis le héros au contact de trafiquants d’ivoire. À noter qu’un seul des trois « méchants » est anglo-saxon puisque les deux autres sont dans la version originale allemand et français. Au terme de 16 pages justice sera faite.

### Slavers
Cette aventure de 12 planches est inédite en France. M’Bimba est un assassin qui vient de s’échapper. Frazer, M’Kuki et Hash partent à sa recherche dans la réserve de Ngambi. Il se trouve que M’Bimba a tué en fait un trafiquant d’esclaves.

## Intérêt de la série
C’est incontestablement la qualité des dessins de Bellamy qui sont l’intérêt principal de cette série. Les histoires sont assez classiques et sans réelle surprise pour ne pas dire convenues. On peut y trouver un intérêt secondaire dans la perception de l’Afrique par des Européens. Bon enfant sans doute, mais fortement empreinte de colonialisme. Les Britanniques sont, à une exception près, de braves et honnêtes gens. Les Occidentaux peu reluisants sont soit Américain, soit Allemand, Français, etc.
Hormis les assistants de Frazer, les Africains présents sont des membres de tribus de comportement noble et courageux mais toujours respectueux de l’autorité coloniale. De même les seuls Arabes figurant dans la série sont des trafiquants d’esclaves. À la décharge du scénariste, rappelons que si la traite était officiellement interdite, elle n'avait pas complètement disparu. D’ailleurs ce n’est qu’en 1962 que l’esclavage fut aboli au Yémen et en Arabie Saoudite et en 1970 à Oman.

## Album
- Eagle Classics: Fraser of Africa, Hawk Books, 1990.

Reprend l'intégralité des aventures.